# 최종덕 (울릉)
최종덕(1925년~1987년)은 경상북도 울릉군 독도리로 주민등록을 옮긴 최초의 독도주민이다.
1980년 일본이 독도 영유권을 주장하자 독도가 무인도가 아닌 유인도이며 한국인이 거주하고 있음을 알리기 위하여 1981년 10월 독도로 주민등록을 옮긴 후 이곳에 거주한 독도 주민 1호이다. 당시 독도로 옮긴 최종덕의 행정 주소지는 경상북도 울릉군 울릉읍 도동 산 67번지 독도의 서도 벼랑어귀였다.
최종덕이 거주하는 동안 사위 조준기도 독도에 함께 거주하였다. 조준기는 1991년 울릉읍 도동 산 63번지에 전입하여 독도 주민이 되어, 8년 동안 독도에서 거주하였다. 조준기는 거주하는 동안 아들 조강현과 조한별을 출생함에 따라 자식들이 모두 최초 전입지이자 출생 당시 거주지가 독도로 공인된 최초의 한국인들이 되었다. 이렇게 최종덕의 집안은 3대가 독도와 깊은 관련을 맺고 있다.

## 업적
1965년 3월 경상북도 울릉군 도동 어촌계 1종 공동어장 수산물 채취를 위해 독도에 들어가 어로활동을 하였다. 1968년 5월 독도에 시설물 건립을 착수하였다. 1981년 10월 14일 독도로 주민등록상의 주소지를 옮기고 이주하였다.
5년 동안 독도에 거주하면서, 서도 선착장의 시멘트 가옥을 비롯해 가파른 바위섬에 식수가 나는 물골로 이어지는 시멘트 계단을 설치하는 등 편의 시설을 건립하였다. 수중 창고를 마련하고 전복 수정법, 특수어망을 개발하여 서도 중간 분지에 물골이라는 샘물을 발굴하였다. 1987년 9월에 사망하였다.